# Qinzhou
För andra betydelser, se Qinzhou (olika betydelser).
Qinzhou, tidigare Yamhsien och Yamchow, känd som  är en stad vid Tonkinbukten på prefekturnivå i den autonoma regionen Guangxi i södra Kina. Den ligger omkring 100 kilometer söder om regionhuvudstaden Nanning.
Staden tillhörde tidigare Guangdong-provinsen.

## Administrativ indelning
Qinzhou är indelad i två stadsdistrikt och två härad:
- Qinnan-distriktet (钦南区) - bef. 570,000
- Qinbei-distriktet (钦北区) - bef. 650,000
- Lingshan härad (灵山县) - bef. 1,400,000
- Pubei härad (浦北县) - bef. 810,000

## Klimat
Genomsnittlig årsnederbörd är 2 898 millimeter. Den regnigaste månaden är juli, med i genomsnitt 627 mm nederbörd, och den torraste är januari, med 39 mm nederbörd.